# Tullio Grassi
Tullio Grassi (5 februari 1910 - 8 november 1985) was een Zwitsers voetballer die speelde als aanvaller.

## Carrière
Grassi speelde van 1927 tot 1930 voor FC Chiasso, en verhuisde in 1930 naar Grasshopper Zürich. Hij werd kampioen in 1931 en won de beker een jaar later in 1932. Hij vertrok na twee seizoenen en keerde terug naar Chiasso. Hij bleef er spelen tot in 1935, waarna hij verhuisde naar FC Lugano. Tot 1940 speelde hij voor deze club waarmee hij in 1938 landskampioen werd. Hij eindigde bij Chiasso in 1946.
Hij speelde zeven interlands voor Zwitserland waarin hij twee keer kon scoren. Hij nam met het Zwitserse team deel aan het WK voetbal 1938.
Na zijn spelersloopbaan werd hij tweemaal coach van FC Lugano.

## Erelijst
- Grasshopper Zürich
  - Landskampioen: 1931
  - Zwitserse voetbalbeker: 1932
- FC Lugano
  - Landskampioen: 1938